# Сіра зона
Сіра зона (англ. The Grey Zone) — американська кінострічка режисера Тіма Блейка Нельсона. Фільм знято у 2001 році на основі п'єси Тіма Блейка Нельсона «Сіра зона» (1996), котру він написав за книгою Міклоша Ніслі — «Я був асистентом доктора Менгеле».

## Сюжет
1944 рік, група угорських євреїв Зондеркоманди №12 планує повстання в концтаборі Аушвіц—Біркенау, де проводить свої жахливі експерименти доктор Йозеф Менгеле. Всю брудну роботу в концтаборі виконують за німців зондеркоманди, що складаються з полонених євреїв. Вони обманом заганяють своїх побратимів в газові камери, сортують трупи й спалюють їх. За це вони, отримуючи  немислиме за табірним мірками, харчування і найголовніше — життя. І тільки одна група, Зондеркоманда №12, готує підступну диверсію, яка хоч ненадовго перерве нескінченний кошмар, який став для них повсякденністю.
Кінострічка Тіма Блейка Нельсона заснована на історії, що відбулася в одній з 13 зондеркоманд. І єдиний раз за всю історію полонені євреї зважилися на озброєне повстання, 7 жовтня 1944, щоб врятувати не власне, а чуже життя.
Фільм знімали в Болгарії.

## У ролях
| Актор             | Роль            |
| ----------------- | --------------- |
| Девід Аркетт      | Гоффман         |
| Велізар Бінев     | Отто Молл       |
| Стів Бушемі       | «Геш» Абрамович |
| Девід Чандлер     | Макс Розенталь  |
| Аллан Кордунер    | Міклош Ніслі    |
| Деніел Бензалі    | Саймон Шлермер  |
| Міра Сорвіно      | Діна            |
| Майкл Стулбарг    | Коен            |
| Гарві Кейтель     | Обершарфюрер СС |
| Наташа Лайонн     | Роза            |
| Генрі Страм       | Йозеф Менгеле   |
| Ліза Бенавідес    | Аня             |
| Дімітар Іванов    | старий          |
| Камелія Григорова | дівчинка        |
| Брайан Ф. О'бірн  | гестапівець     |

## Нагороди
- 2001 — номінувався на «Золоту мушлю» Міжнародного кінофестивалю у Сан-Себастьяні.